# 珀麗酒店

酒店開業早期曾交由最佳西方管理，當時英語名稱為Rosedale on the Park

香港珀麗酒店（英語：Rosedale Hotel Hong Kong）為香港的一間乙級高價酒店，位處於香港島銅鑼灣信德街8號，鄰近香港中央圖書館和聖保祿醫院。酒店於2001年開幕，共提供274間豪華客房，包括219間寬敞舒適的客房，以及45間豪華套房，亦為香港首間智能酒店，由大灣區聚變力量管理。該集團於廣州市亦有同名酒店（廣州珀麗酒店），以謀求競爭於中國内地龐大之酒店業市場。

## 酒店設施
- 健身室
- 商務中心
- 宴會廳
- 多功能廳
- 醫務室
- 餐廳
- 酒吧
- 停車場

## 餐廳
- 協奏坊（西餐）餐廳資料
- 星域酒廊（酒吧）餐廳資料
- 珀麗心軒（中菜）餐廳資料

## 參看
- 香港酒店列表
- 珀麗酒店控股

## 外部連結
- 珀麗酒店 （页面存档备份，存于）